# Кудымкарское городище
Куды́мкарское городище (рус. Красная горка, коми-перм. Изъюр «Каменная голова») — памятник ломоватовской и родановской археологических культур (Пермь Великая). Действовало в VII—XVII веках. Памятник археологии федерального значения.
Городище располагается в центре Кудымкара (Пермский край), на выступе высокого (40 м) левого берега реки Кува, над городским пляжем.
Площадь городища — 8 тыс. м². С севера площадка защищалась валом высотой в 1,5 м, остатки которого видны и сейчас. Культурный слой мощностью до 1,5 м. При раскопках на городище обнаружены остатки наземных бревенчатых жилищ, очагов, ям-кладовок, столбовых ям от частокола. Кроме того найдены орудия труда, оружие, предметы быта, украшения, обломки глиняной посуды — местной и привозной (особенно булгарской).
В северной части городища обнаружены погребения XVII века с русскими нательными крестами, но с коми-пермяцкими элементами погребального обряда (неглубокие ямы, покрытие берестой).